# Camilo Oliveras

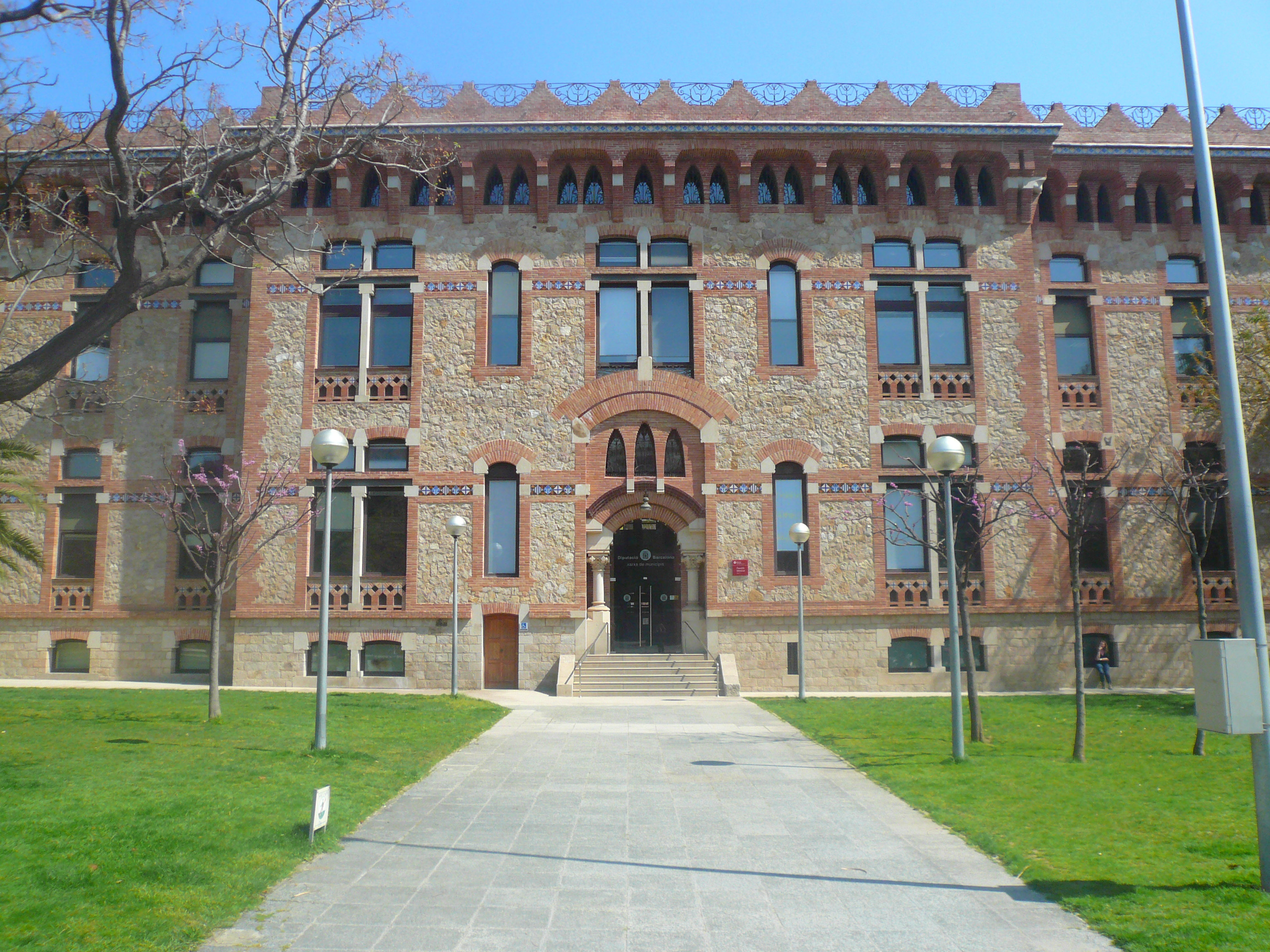
Casa Provincial de Maternidad y Expósitos de Barcelona.

Camilo Oliveras Gensana (Figueras, 1840-Barcelona, 1898) fue un arquitecto español.  
Obtuvo el título de maestro de obras en 1869, y de arquitecto en 1877. Formó parte, con Lluís Domènech i Montaner, Antoni Gaudí y José Vilaseca, de la primera generación de arquitectos modernistas catalanes. Desde 1877 fue arquitecto provincial de la Diputación de Barcelona, para la que construyó la Casa Provincial de Maternidad y Expósitos de Barcelona y la puerta principal del Palacio de la Generalidad de Cataluña. También fue secretario y vicepresidente de la Asociación de Arquitectos de Cataluña. 

## Obras
Sus obras más importantes en Barcelona son:
- La Casa de Maternidad en Travessera de les Corts, 131-159, (1889-1898), donde empleó como materiales básicos el ladrillo visto y la cerámica policroma.
- La colaboración con Joan Martorell i Montells en la iglesia del convento de los jesuitas en la c / Casp, 27, (1883-1885).
- Trabajó para Antoni Gaudí en el Palacio Güell de Barcelona, donde se encargó de la decoración interior.